# Flacourtia
Flacourtia is een geslacht van bedektzadigen uit de wilgenfamilie (Salicaceae). Voorheen werd het geslacht bij de familie Flacourtiaceae ingedeeld. De naam Flacourtia is een eerbetoon aan Étienne de Flacourt (1607–1660), een gouverneur van Madagaskar die een groot aantal endemische planten en dieren van het eiland had beschreven.
Het geslacht bevat vijftien soorten struiken en kleine bomen die alleen voorkomen in de tropische en subtropische bossen van Afrika en Azië. Flacourtia indica en enkele andere soorten worden gekweekt als sierplant of vruchtboom.

## Enkele soorten
- Flacourtia indica
- Flacourtia inermis
- Flacourtia jangomas
- Flacourtia montana
- Flacourtia rukam